# Jan Trolin
Jan Erik Trolin, ursprungligen Andersson, född 3 juli 1968 i Acklinga, död 18 maj 1995 i Stockholm, var en svensk programledare i public service och konferencier.
Jan Trolin blev känd när han 19 år gammal debuterade som programledare för SVT-programmet Unga tvåan i augusti 1987. Senare medverkade han även i programmen Sommarlov, Kosmopol och Vi i femman. Han hade även en kortare karriär som presentatör för TV Stockholm i TV4 under tidigt 1990-tal.
Våren 1995 diagnostiserades Trolin med en hjärntumör och avled kort därefter efter en resultatlös strålbehandling. Han är begravd på Norra Kyrkogården i Tidaholm.